# Griebnitzkanalen

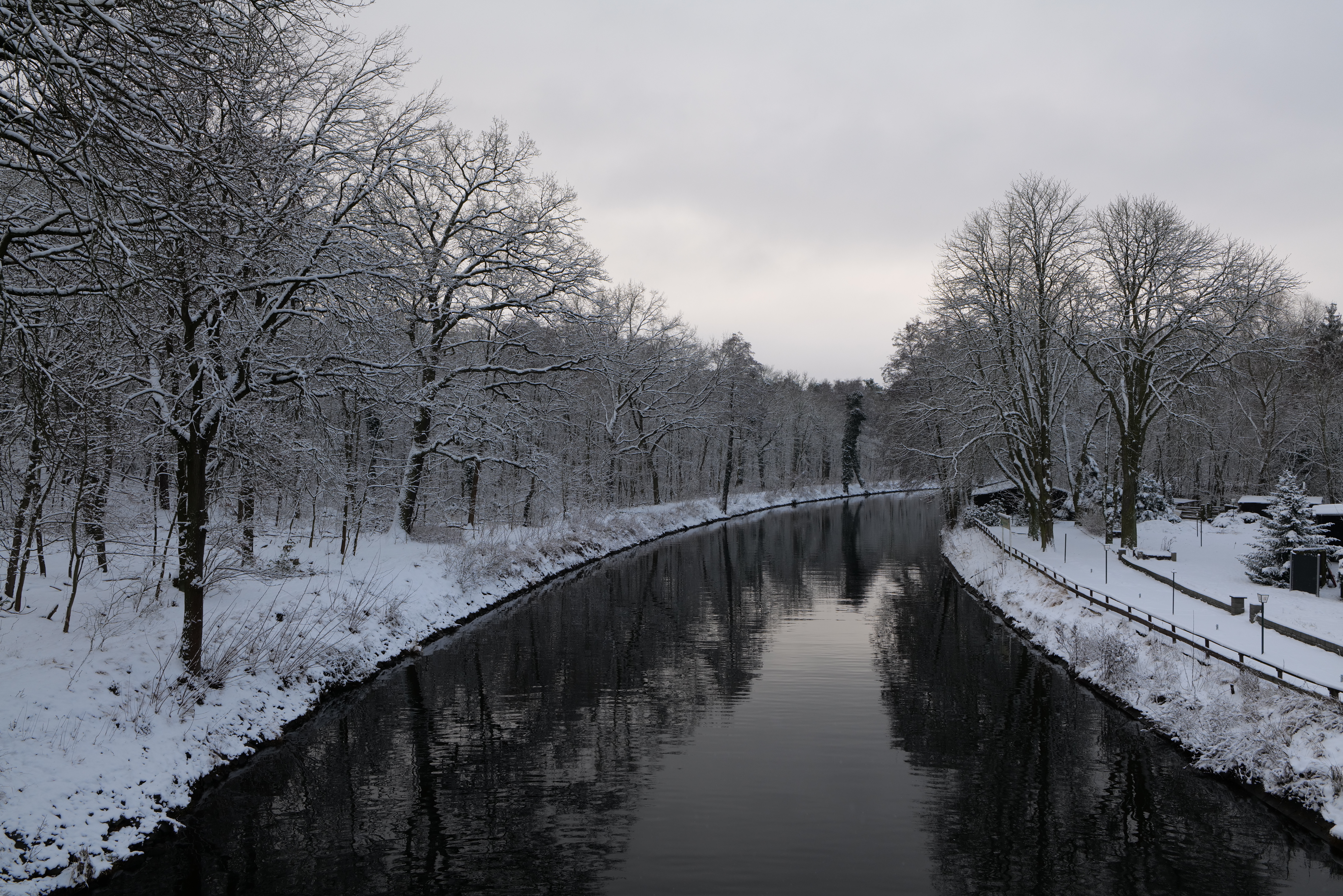
Griebnitzkanalen vintertid.

Griebnitzkanalen, tyska: Griebnitzkanal, officiellt fram till 1992 Prinz-Friedrich-Leopold-Kanal, är en 3,61 kilometer lång kanal som sammanbinder sjöarna Grosser Wannsee och Griebnitzsee väster om Berlin, och ansluter här till den västra delen av Teltowkanalen. 
Kanalen uppkallades ursprungligen efter prins Fredrik Leopold av Preussen, som bodde på Jagdschloss Glienicke i närheten. Kanalen anlades åren 1901 till 1906 i samband med bygget av Teltowkanalen, då den nord-sydliga sjökedjan inklusive Kleiner Wannsee, Pohlesee och Stölpchensee här sammanbands med en kanal för att förbättra vattenkvaliteten och tillhandahålla en tvärförbindelse mellan Teltowkanalen och floden Havel uppströms. Kanalen ligger i sin helhet i stadsdelen Wannsee i västra utkanten av Berlin och tillhörde under Berlins delning den amerikanska ockupationssektorn i Västberlin. Stora delar av stränderna utgörs av privat tomtmark och är inte tillgängliga för allmänheten; här finns bland annat många roddklubbar.
Beroende på vattenflödet från Havel uppströms och från Teltowkanalen som hydrologiskt är en sidogren av Spree kan flödet i kanalen, som inte är reglerat, rinna i båda riktningarna; större delen av året flyter kanalen i riktning norrut mot Grosser Wannsee. Då Teltowkanalen är ett av Berlins starkast nedsmutsade vattendrag, kan låga flöden i Havel därför påverka vattenkvaliteten i det närbelägna Strandbad Wannsee negativt.